# Ефимов, Владимир Викторович
Владимир Викторович Ефимов (род. 4 августа 1944, Златоуст) — советский и российский оперный певец (баритон), музыкальный педагог. Народный артист РСФСР (1989).

## Биография
Владимир Ефимов родился 4 августа 1944 года в городе Златоусте Челябинской области в рабочей семье. В 1961 году окончил местное железнодорожное училище, получил специальность «электромонтажник». В 1961—1963 годах работал электромонтажником на стройке, принимал участие в самодеятельности, выступал в городском ДК. С 1963 по 1966 год служил в армии в группе советских войск в Германии. Принимал участие в армейском ансамбле. В 1968 году поступил в Уральскую государственную консерваторию им. Мусоргского. Во время учёбы выступал с оркестром филармонии, давал сольные концерты, стал лауреатом ряда местных фестивалей и конкурсов. В 1972 году окончил экстерном консерваторию и стал работать в труппе Свердловского театра оперы и балета.
На сцене Свердловского театра Владимир Ефимов дебютировал в парии Фигаро в опере «Севильский цирюльник». В 1977 году принял участие в фестивале «Молодые голоса России» в Москве. 
С 1979 года — солист Красноярского государственного театра оперы и балета. На сцене этого театра он исполнил более 50 партий: Скарпиа в опере «Тоска» Пуччини (1994),  Кутузова в спектакле «Гусарская баллада» Т. Хренникова (2011), Веденецкого гостя в опере «Садко» Н. Римского-Корсакова (2012), Князя Игоря в опере «Князь Игорь» А. Бородина (2013), Эскамильо в опере «Кармен» Ж. Бизе (1988) и других. Выступал с гастролями в СССР и за рубежом: в Швейцарии, Швеции, США, Латинской Америке, Финляндии, Индии, Монголии, Югославии, Кубе, Греции, Коста-Рике.
В 1994 году в качестве режиссёра-постановщика поставил в Якутском оперном театре оперу Дж. Верди «Травиата». В 2011 году стал режиссёром-постановщиком оперы П. Масканьи «Сельская честь» в Красноярском театре оперы и балета.
Заведовал кафедрой сольного пения и оперной подготовки в Сибирском государственный институт искусств. В 2008 году ему было присвоено звание профессора. Входит в совет по вокальному искусству при Министерстве культуры Российской Федерации.